# ブライアン・メレディス
ブライアン・メレディス（Bryan Meredith、1989年8月2日 - ）は、アメリカ合衆国出身の元サッカー選手。現役時代のポジションはGK。

## クラブ経歴
2011年1月14日、2011年MLSスーパードラフトの第2ラウンド(総合29人目)でシアトル・サウンダーズFCに指名された。しかし第3キーパーだったジョシュ・フォードとのトライアルに敗れ、クラブとの本契約締結には至らなかった。その後、USLプレミアデベロップメントリーグのキトサップ・プーマズと契約し、14試合に出場した。
2011年9月12日、控えGKのテリー・ボスが負傷したことでシアトル・サウンダーズFCと契約を結んだ。2011年10月18日、CONCACAFチャンピオンズリーグのCFモンテレイ戦で公式戦初出場。2012年5月5日のLAギャラクシー戦で、試合中に負傷したマイケル・グスパーニングに代わって後半からピッチに立ちMLSデビューを果たした。3日後に開催されたフィラデルフィア・ユニオン戦で初スタメン。2012年12月14日、クラブはメレディスとの契約を更新しないことを発表した。
2012年12月21日にスウェーデンのIKブラゲと2年契約を結んだ。
2013年9月、北米サッカーリーグのニューヨーク・コスモスと契約を結んだが、出場機会は無かった。
2014年1月24日、MLSのサンノゼ・アースクエイクスと契約を結んだ。
サンノゼとの契約延長が拒否された後、2017年MLS再エントリードラフトのステージ1でシアトル・サウンダーズFCに指名された。
2019年11月19日、2019年MLSエクスパンション・ドラフトでインテル・マイアミCFに指名された。その後、2020年1月29日に2021年MLSスーパードラフトの4巡目指名権と引き換えにバンクーバー・ホワイトキャップスにトレードされた。
2021年2月24日、ナッシュビルSCに加入した。
2023年2月17日、現役引退を表明した。

## タイトル

### クラブ
ニューヨーク・コスモス
- サッカー・ボウル: 2013

シアトル・サウンダーズFC
- MLSカップ: 2019
- USオープンカップ: 2011